# Łabuń Mały (przystanek kolejowy)
Łabuń Mały – nieczynny przystanek kolei wąskotorowej w Łabuniu Małym, w województwie zachodniopomorskim, w Polsce. Został zamknięty w 1961 roku.